# .300 Whisper

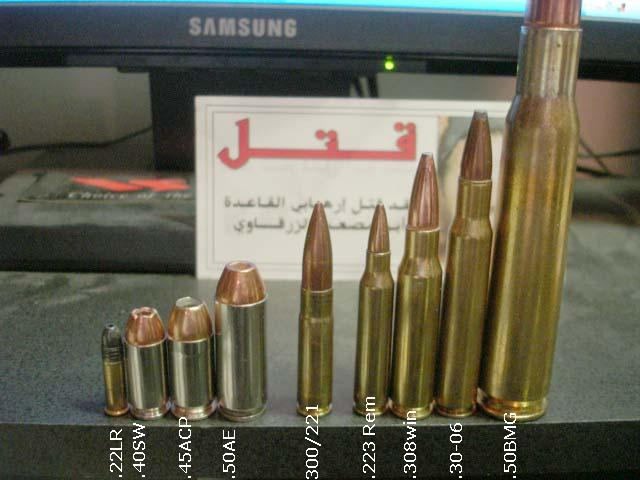
Um .300 Whisper exibido ao centro entre outros

O .300 Whisper também conhecido como .300 Fireball ou .300-221, um cartucho padrão C.I.P., é um dos muitos cartuchos projetados para disparar balas mais pesadas (200-250 grãos) em velocidades subsônicas.
Hoje em dia, o .300 AAC Blackout é o cartucho de calibre .30 mais bem-sucedido, com esses parâmetros de design e foi amplamente aceito. Convém lembrar que armas projetadas para o .300 Whisper podem disparar com segurança o .300 AAC Blackout, já o contrário, não é possível.